# Ель-Джебал Ель-Ахдар (муніципалітет)
30°46′ пн. ш. 21°44′ сх. д. / 30.767° пн. ш. 21.733° сх. д.
Ель-Джебал Ель-Ахдар (араб الجبل الأخضر‎) — муніципалітет в Лівії. Адміністративний центр — місто Аль-Байда. Площа — 11 429 км². Населення — 203 156 осіб (2006).

## Географічне розташувння

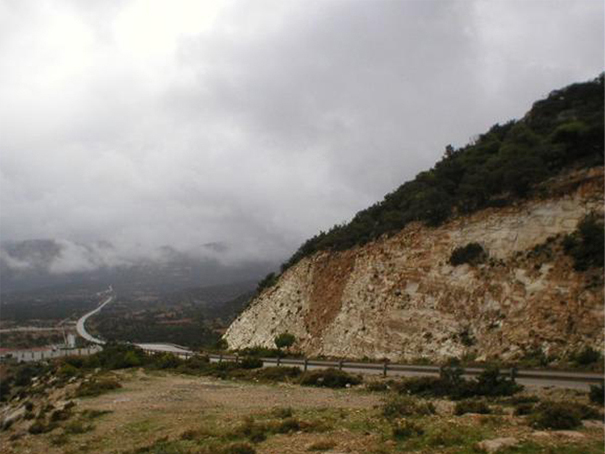
Ель-Джебал Ель-Ахдар

На півночі Ель-Джабал-Ель-Ахдар омивається водами Середземного моря. Усередині країни межує з такими муніципалітетами: Дерна (схід), Ель-Мардж (захід), Ель-Вахат (південь).
Ель-Джебалі-Ель-Ахдар є частиною історичної області Киренаїка.